# Metallura phoebe
La metalura negra, colibrí negro o colibrí negro de cola morada (Metallura phoebe), es una especie de ave apodiforme de la familia Trochilidae (los colibríes) perteneciente al género Metallura. Es endémica de la pendiente occidental de los Andes de Perú.

## Distribución
Se distribuye a lo largo la pendiente del Pacífico de la cordillera de los Andes peruana, desde el sur de  Cajamarca hacia el sur hasta Tacna; en el norte de Perú también ocurre en ambas pendientes del valle del Marañón. También localmente en los valles intermontanos en Huánuco, Pasco y Junín. Posiblemente se extienda al extremo norte de Chile ya que hay registros recientes en el extremo suroeste de Perú muy próximos de la frontera.
Esta especie es considerada bastante común en sus hábitats naturales: los bosques y matorrales semiáridos abiertos, tales como queñoa Polylepis, quebradas vegetadas, aglomerados de puyas (Puya raimondii y P. rauhii) (10) y laderas arbustivas en la zona templada o subtropical alta en los Andes. En altitudes entre 1500 y 4500 m pero mayormente por arriba de los 2700 m.

## Descripción
Mide unos 14 cm de longitud y su peso ronda los 6 g, lo que la hace la mayor de todos los miembros del género Metallura. Su plumaje es de color negro, con un parche de color verde o verde-turquesa en el cuello, bajo la base del pico.

## Sistemática

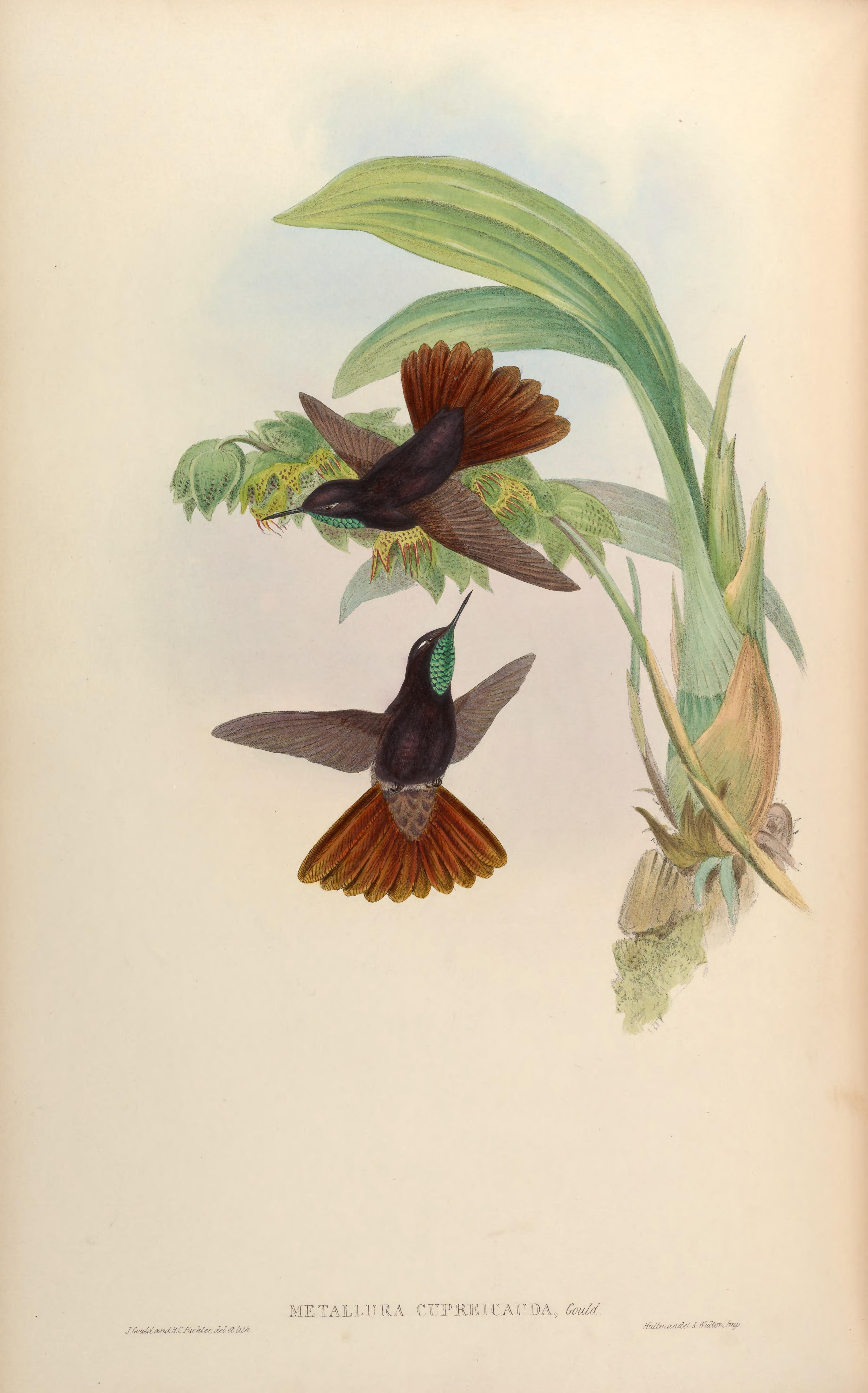
Metallura cupreicauda sinónimo de Metallura phoebe, ilustración de Gould y Richter en A monograph of the Trochilidae, or family of humming-birds 3, 1861.

### Descripción original
La especie M. phoebe fue descrita por primera vez por los ornitólogos franceses René Primevère Lesson & Adolphe Delattre en 1839 bajo el nombre científico Ornismya phoebe; su localidad tipo es: «Andes de Perú».

### Etimología
El nombre genérico femenino «Metallura» es una combinación de las palabras del griego «metallon» que significa ‘metal’, y «oura» que significa ‘cola’; y el nombre de la especie «phoebe», proviene de la mitología griega y es uno de los nombres de la diosa Diana.

### Taxonomía
Es monotípica.